# Mlinica Stara mostina u Bajagiću
Mlinica Stara mostina nalazi se u selu Bajagiću.

## Opis dobra
Mlinica Stara mostina, sagrađena u prvoj polovici 19. stoljeća na lijevoj obali Cetine je mlinica s okomitim podljevnim mlinskim kolima. Pravokutnog tlocrta, građena je od klesanog kamena ujednačene veličine, slaganog u pravilnim redovima. Dvostrešna drvena krovna konstrukcija pokrivena je kamenim pločama. Građena je na osam zasvođenih otvora. Imala je 6 mlinskih kola, ni jedno nije sačuvano. U unutrašnjosti je sačuvan popravljen koš i kamena mlinska kola te otvoreno ognjište, komin. Kako je imala više vlasnika, svaki mlin nosio ime po svom vlasniku. Posljednji mlin, čiji je unutrašnji dio postrojenja do danas sačuvan, zvao se Vidov mlin.

## Zaštita
Pod oznakom Z-4798 zaveden je kao nepokretno kulturno dobro - pojedinačno, pravna statusa zaštićena kulturnog dobra, klasificirano kao "javne građevine".